# Palazzo Bandini
Il Palazzo Bandini è uno storico edificio situato a Massa Marittima, nella provincia di Grosseto, in Toscana.
L'edificio si trova nel terziere di Cittavecchia, posizionato alle spalle del Palazzo del Podestà.

## Storia
Il palazzo risale al XII secolo, ma la struttura è stata modificata nel corso dei secoli. Ha assunto questa denominazione in quanto proprietà della famiglia Bandini nel XVII e XVIII secolo.

## Descrizione
Presenta una facciata con due grandi archi in pietra, su cui si aprono tre finestre sovrastate da arco a sesto acuto.
Una lapide apposta sulla facciata ricorda la figura dell'economista Sallustio Bandini, che qui risiedette.